# Dodoni
Dodoni (en griego: Δωδώνη) es una aldea y un municipio en la unidad periférica de Ioannina, en el Épiro, Grecia. La sede del municipio es la localidad de Agia Kyriaki. Dodoni se encuentra cerca del sitio del antiguo oráculo de Dodona.

## Municipio
El actual municipio de Dodoni se formó en la reforma del gobierno local de 2011 por la fusión de los siguientes 4 municipios anteriores, que se convirtieron en unidades municipales:
- Agios Dimitrios
- Dodoni
- Lakka Souliou
- Selles

## Gallería

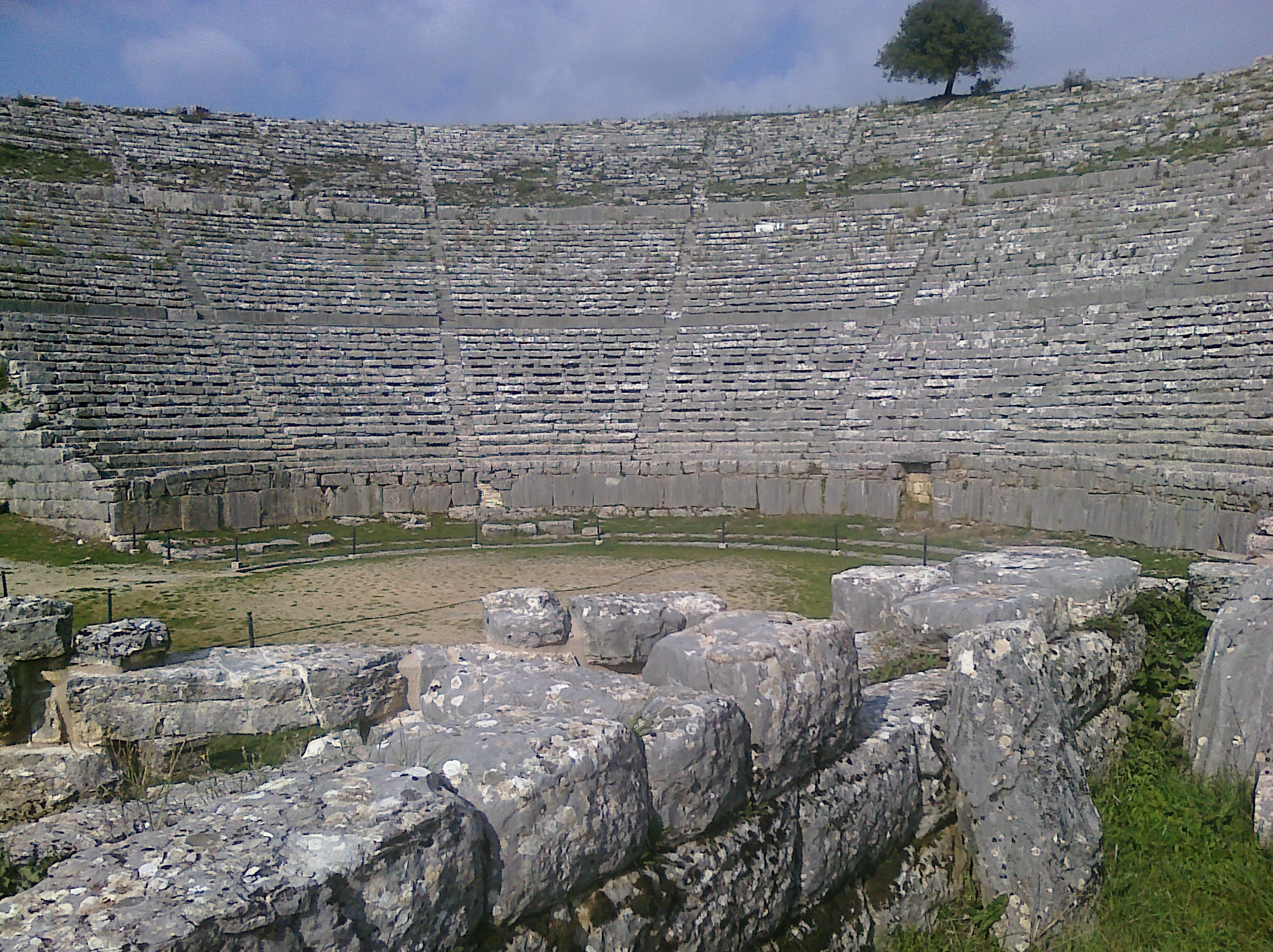
Anfiteatro de Dodona
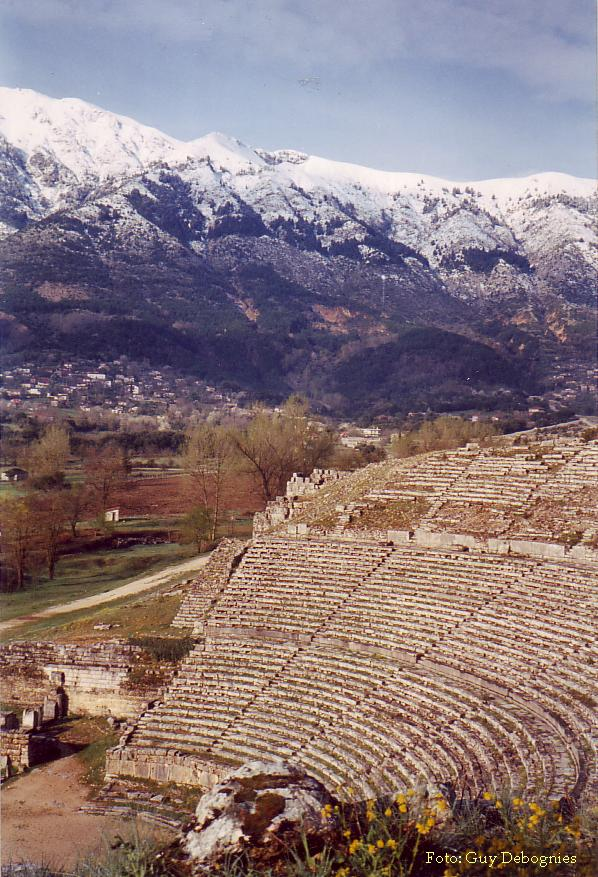
Vista del anfiteatro y el monte Tomaros